# Траян Бесеску
Траян Бесеску (іноді Басеску, рум. Traian Băsescu; нар. 4 листопада 1951, Мурфатлар, Народна Республіка Румунія) — румунський політик, президент Румунії з грудня 2004 по грудень 2014. Перед тим — капітан торгового судна, з червня 2000 по грудень 2004 року він був мером Бухареста.

## Життєпис
Народився 4 листопада 1951 року в Мурфатларі, селі (пізніше маленьке містечко) біля портового міста Констанца, найбільшого румунського порту на Чорному морі. Його батько був офіцером. У нього є рідний брат Мірча і дві зведені сестри — Іоана та Олена (від першого шлюбу батька).
У 1976 році закінчив Військово-морський інститут в Констанці і став службовцям торгового флоту в «Navrom», румунської суднової компанії, що належить державі.
З 1981 по 1987 він був капітаном на румунських комерційних судах.
У 1984 році він був капітаном нафтового танкера «Biruinţa», найбільшого судна румунського комерційного флоту в той час.
У 1989 році вирушає до Бельгії, щоб очолити «Navrom Agency» в Антверпені.
З 1989 був членом Комуністичної партії. Після краху комунізму він стверджував, що входив у цю партію лише для того, щоб піднятися в кар'єрі в торговому флоті.
У квітні 1991 року він став міністром транспорту і залишався на цій посаді до 1992 року, до того моменту, поки не стався розкол. Утворилося дві фракції: Соціал-демократична партія Румунії на чолі з Йоном Ілієску і Демократична партія на чолі з Петре Басеску.
У 1992 році обраний до нижньої палати румунського Парламенту, Палату представників. Він був переобраний на термін з 1996 по 2000 рік.
З листопада 1996 по червень 2000 Бесеску був міністром транспорту. У 2001 році він був обраний головою Демократичної партії, перемігши Петре Басеску.
У 2000 році переміг на виборах в мери міста Бухареста. Він вживав заходів щодо зменшення чисельності бродячих собак, тому що число випадків, коли собаки нападали на людину, було просто величезним. Бесеску модернізував системи міського водопостачання та освітлення, а також систему громадського транспорту.
У 2004 році він перемагає на президентських виборах. Вибори в Румунії відбувалися під час Помаранчевої революції в Україні, і під впливом цих подій Бесеску використовував для своєї виборчої компанії жовтогарячий колір, як і Віктор Ющенко. Він був затятим прихильником євроінтеграції Румунії. У 2005 році Траян висунув план щодо об'єднання Румунії та Молдови до очікуваного вступу Румунії до ЄС. Цей план не підтримало керівництво Молдови.
19 травня 2007 пройшов референдум з питання відставки президента Румунії від займаної ним посади. За його результатами більшість тих, хто голосував, висловилися за те, щоб Траян Бесеску продовжив виконувати свої обов'язки як президент Румунії. Басеску — перший президент в історії Румунії, який був офіційно тимчасово відсторонений.
На чергових президентських виборах, другий тур яких відбувся 6 грудня 2009, чинний президент Румунії Траян Бесеску з незначною перевагою, менше 1 % голосів, переміг лідера соціал-демократів Мірчу Джоане.
6 липня 2012 року парламент Румунії проголосив імпічмент Президенту Траяну Басеску, за відповідне рішення проголосували 258 з 432 депутатів румунського парламенту. Обов'язки Глави держави тимчасово виконує Голова Сенату Крін Антонеску.
29 липня 2012 було проведено загальнонаціональний референдум щодо імпічменту Траяну Бесеску. «За» висловилося 87 % румунів, які взяли участь у референдумі, проте він визнаний недійсним через недостатню явку виборців (46 % громадян)
28 серпня Конституційний суд Румунії визнав референдум з питання про імпічмент таким, що не відбувся. Траян Бесеску відновив свої повноваження на посаді Президента.